# 11467 Simonporter
A 11467 Simonporter (ideiglenes jelöléssel (11467) 1981 EA36) a Naprendszer kisbolygóövében található aszteroida. Schelte J. Bus fedezte fel 1981. március 3-án.

## Kapcsolódó szócikk
- Kisbolygók listája (11001–11500)